# José Pascual Benabarre Vigo
José Pascual Benabarre Vigo, OSB (Aler, Huesca, España, 23 de mayo de 1915 - Manila, Filipinas, 6 de marzo de 2017) fue un escritor, pedagogo, sacerdote y misionero español, popularmente conocido como el Padre Benigno.

## Biografía
A la edad de 11 años fue enviado a estudiar para misionero. Ordenado sacerdote el 16 de abril de 1938, ejercerá el ministerio en la diócesis de Barbastro hasta 1944. Entre 1945 y 1947 estará en Chile, previo paso a Filipinas, como misionero. Entremedias, estudiará pedagogía en la Universidad Católica de América, en Washington D. C.. 
Ya en Manila, obtendrá el doctorado en Filosofía con una tesis publicada años más tarde con el título Imperativo de justicia: igual subvención estatal a las escuelas públicas y privadas, y lo que a este efecto hacen 80 naciones. Será rector por un lustro (1961-1966) del Colegio filipino de San Beda; su escuela de Derecho alcanzará bajo su mando fama internacional. 
Gravemente enfermo, regresa a España en 1967. Durante su recuperación, se licenciará en Teología pastoral por la Universidad Pontificia de Salamanca, campus de Madrid. Recuperado, se ofrecerá para trabajar voluntariamente en una parroquia benedictina del Bronx, Nueva York. 
A los 88 años solicita su reingreso en la Abadía Nuestra Señora de Montserrat de Manila. Allí pasará sus últimos años simultaneando la vida monacal con las actividades pastorales en el Colegio "San Beda".
Su obra literaria comprende 40 libros y cientos de artículos para diferentes publicaciones internacionales.

## Obras (Selección)

### Libros
- Public Funds for Private Schools in a Democracy (Manila, 1958)
- In defense of Parental Educational Control (Manila, 1962)
- San Beda College Alumni Association Directory (Manila, 1965)
- Imperativo de justicia: igual subvención estatal a las escuelas públicas y privadas, y lo que a este efecto hacen 80 naciones (Madrid, 1969)
- Homenaje a Humacao (Apuntes para su historia civil y religiosa) (Humacao, 1982)
- Mis primeros 73 años (Benabarre, 1988)
- Espiritismo (y Curanderismo) (Humacao, 1991)
- Murieron cual vivieron. Apuntes biográficos de los 18 monjes benedictinos del Pueyo de Barbastro (Aler, 1991)
- Francisco Munclús, sacerdote y mártir (Aler, 1992)
- En ayuda a los enfermos (Humacao, 1992)
- Catecismo fundamental mínimo para adultos (Humacao, 1993)
- Homilías - Ciclo A (Gurabo, 1995)
- Homilías - Ciclo B (Gurabo, 1996)
- Homilías - Ciclo C (Gurabo, 1996)

### Artículos
- "Contra el cansancio espiritual", en El Visitante de Puerto Rico (1955)
- "La penitencia sacramental según J. D. Escoto", en Verdad y vida (1973)
- "Luz de las naciones (Fiesta del bautismo de Jesús)", en El Oriental (1998)
- "San Gregorio, obispo y cardenal", en El Cruzado Aragonés (1998)
- "¿Vida después de la muerte?", en El Visitante de Puerto Rico (1999)